# La pasión de amar
La pasión de amar és una obra de teatre de Joaquín Calvo Sotelo. Fou estrenada al Centro Cultural de la Villa el 14 de febrer de 1991 sota la direcció del propi Joaquín Calvo Sotelo i protagonitzada per Amparo Larrañaga, José Coronado i Paola Dominguín, aleshores actors d'èxit. Va tenir una bona acollida entre el públic.

## Argument
Dramatitza la figura de Caterina d'Aragó i les seves peripècies a la cort d'Enric VIII d'Anglaterra des d'un punt de vista partidista i pro-espanyol.

## Repartiment
- Manuel Arias
- Luis Zorita
- Alberto Fernández
- Amparo Larrañaga - Caterina d'Aragó
- Charo Soriano - Serventa de Caterina
- José Coronado - Enric VIII
- Paco Pino
- Julio Tejela - Richard Cronwell
- Elena Cores
- Paola Dominguín - Ana Bolena
- Francisco Ruiz
- Tomas Elizalde
- David Zarzo